# FAMAS
FAMAS (Fusil d'Assaut de la Manufacture d'Armes de Saint-Étienne) là loại súng trường tấn công có thiết kế bullpup được phát triển và chế tạo bởi Manufacture d'armes de Saint-Étienne. Súng hiện là loại súng trang bị tiêu chuẩn của lực lượng quân đội Pháp và cũng được dùng để xuất khẩu. Do thiết kế của súng có các lỗi không thể khắc phục được nên nó hay gây ra các rắc rối lớn trong khi chiến đấu. Chính vì thế, FAMAS đã bị quân đội Pháp thay thế bằng HK416 (đời HK-416 E và F) mua của Đức.

## Lịch sử
Việc phát triển loại súng này được thực hiện từ năm 1967 dưới sự chỉ đạo của nhà thiết kế vũ khí Paul Tellie để tạo ra một loại súng mới thay thế các loại súng cũ trong lực lượng quân đội Pháp. Mẫu thử nghiệm đầu tiên hoàn tất năm 1971 và được mang ra thử nghiệm trong năm 1972 và 1973. Nhưng do nhiều lý do cũng như lúc đó Pháp đã thông qua khẩu SIG SG-540 để đưa vào trang bị nên FAMAS không được chế tạo nhiều, chỉ đến năm 1978 sau trận Kolwezi thì súng mới được thông qua để bắt đầu đưa vào trang bị và sản xuất đại trà khi nhu cầu về một loại vũ khí hiện đại đã xuất hiện rõ.
Sau khi được thông qua, FAMAS đã thay thế súng trường MAS-49 và súng tiểu liên MAT-49 với khoảng 400,000 khẩu đời FAMAS F1 đã được chế tạo. Nhưng do mẫu F1 còn nhiều khiếm khuyết cũng như không hẳn là đáng tin cậy nên nó không còn được chế tạo, nhưng súng vẫn được trang bị và sử dụng dù đã bắt đầu có một số kế hoạch để thay thế. Một số khiếm khuyết như các bộ phận bằng nhựa rất dễ bị bể và súng có thể bị kẹt đạn do loại hộp đạn rời dùng một lần rồi bỏ được làm chất lượng quá tệ. Trên lý thuyết thì loại hộp đạn này chỉ dùng một lần rồi bỏ nhưng kinh phí quốc phòng của Pháp không cho phép việc đó nên chúng tiếp tục được tái sử dụng. Mẫu G1 đã được phát triển để khắc phục các khuyết điểm trên nhưng nó chỉ nằm trên giấy và chưa bao giờ được chế tạo.
Mẫu FAMAS G2 được phát triển vào năm 1994 để phù hợp với tiêu chuẩn của NATO cũng như để sử dụng chung hộp đạn. Nó cũng tích hợp các cải tiến mà thiết kế G1 đã đề ra, như vòng bảo vệ cò súng lớn hơn, và ốp lót tay được làm bằng sợi thủy tinh thay vì nhựa. Quân đội Pháp bắt đầu mua mẫu này năm 1995 nhưng không nhiều, hầu hết chỉ cho các lực lượng đặc biệt và mẫu F1 vẫn được trang bị đại trà.

FAMAS F1 (trên) và FAMAS G2 (dưới)

FAMAS được thấy tham gia hoạt động quân sự lần đầu tại Cộng hòa Sát năm 1983-1984 trong cuộc xung đột Libya–Sát bởi lực lượng quân đội Pháp tiếp đó là chiến tranh Vùng Vịnh cũng như các cuộc chiến ở Bosnia và Afghanistan. Nó đã chứng minh được là một vũ khí đáng tin cậy trong điều kiện chiến đấu này dù có các khiếm khuyết, súng được quân đội Pháp gọi với tên là le Clairon (cái kèn) vì hình dáng của nó. Mẫu FAMAS G2 thì được phát triển để có thể sử dụng chung với hệ thống FÉLIN. Súng cũng được xuất khẩu cho một số nước dù với số lượng không nhiều.
Các lỗi trong thiết kế của FAMAS như rãnh trong nòng súng của nó không thể ổn định đường đạn, ảnh hưởng đến độ chính xác và cơ chế nạp đạn blowback quá mạnh phá hủy tất cả vỏ đạn đồng tiêu chuẩn của NATO. Điều này buộc quân đội Pháp phải sử dụng vỏ đạn thép vốn không phổ biến. Vì thế loại súng này đã được lên kế hoạch thay thế. Trong năm 2011, CEMAT (Chef d'Etat Major de l'Armée de Terre) đã thông báo về việc quân đội Pháp sẽ tiến hành bắt đầu xem xét để thay thế loại súng này từ năm 2013. Đến nay, quân đội Pháp đã thông qua HK416 của Đức để thay cho FAMAS

## Thiết kế
FAMAS sử dụng cơ chế nạp đạn blowback có hãm với thiết kế bullpup. Cách hoạt động của bộ phận nạp đạn là hai đòn bẩy đứng ở hai bên sẽ giữ không cho phần trước của bolt chuyển khi viên đạn vừa được bắn, sau một thời gian khi áp lực mà vỏ đạn đẩy phần trước bolt tích đủ mạnh nó mới đẩy đòn bẩy nằm xuống nối với phần sau của bolt và lùi về phía sau để bắt đầu chu trình nạp viên đạn mới và sau đó bolt và đòn bẩy sẽ được đẩy trở về chỗ cũ chuẩn bị bắn viên đạn mới. Khe nhả vỏ đạn được cắt ở hai bên thân súng và luôn được che một bên bằng một miếng che việc này giúp cho súng có thể được dùng thuận cả hai tay.
Nút kéo lên đạn nằm phía trên thân súng phía trong quai xách, quai xách này cũng là nơi dùng để ngắm bắn. Nút chọn chế độ bắn cũng là nút khóa an toàn nằm phía trước cò súng và trong vòng bảo vệ cò súng với ba chế độ là an toàn, ba viên và tự động. Súng có thể gắn chân chống chữ V cùng lưỡi lê để tiện cho việc tác chiến.
Hệ thống nhắm cơ bản của súng là điểm ruồi nhưng cũng có thể gắn các hệ thống nhắm khác phù hợp hơn lên phần quai xách của súng. Nó cũng có thể bắn các loại lựu đạn gắn đầu nòng của Pháp, ngoài ra FAMAS cũng có thể gắn ống phóng lựu. Súng buộc phải sử dụng đạn vỏ thép vì cơ chế nạp đạn blowback quá mạnh có thể phá hủy vỏ đạn làm bằng kim loại mềm hơn như đồng, vốn là loại kim loại thường được dùng để làm vỏ đạn của NATO cũng như độ chính xác của súng không được ổn định.

## Các nước sử dụng
- Pháp
- Djibouti
- Gabon
- Indonesia
- Iraq
- Liban
- Papua New Guinea
- Philippines
- Senegal
- Serbia
- Tunisia
- UAE